# Susan Gossick
Susan Gossick (* 12. November 1947 in Chicago, Illinois) ist eine ehemalige amerikanische Wasserspringerin. Sie nahm an zwei Olympischen Spielen teil und gewann dabei eine Goldmedaille.

## Karriere
Susan Gossick lernte das Wasserspringen an ihrer High School in Kalifornien. Sie nahm an den Olympischen Sommerspielen 1964 in Tokio teil. Dort erreichte sie vom Drei-Meter-Brett den vierten Platz hinter der Deutschen Ingrid Krämer und ihren beiden Landsfrauen Jeanne Collier und Patsy Willard. 1967 gewann Gossick die Goldmedaille vom Drei-Meter-Brett bei den Panamerikanischen Spielen. Ein Jahr später gewann Susan Gossick auch bei den Olympischen Sommerspielen 1968 in Mexiko-Stadt die Goldmedaille vom Sprungbrett vor Tamara Pogoschewa aus der Sowjetunion und der Amerikanerin Keala O’Sullivan. Der Olympiasieg war überraschend, nachdem Gossick sich in den Trials nur als Dritte für die Olympischen Spiele qualifizieren konnte. Zudem gewann sie in ihrer Karriere drei Titel der Amateur Athletic Union.